# Franz Xaver von Wulfen
Franz Xaver von Wulfen báró (Belgrád, 1728. november 5. – Klagenfurt, 1805. március 16.) botanikus, mineralógus, alpinista és jezsuita pap volt. Neki tulajdonítják a Wulfenia carinthiaca felfedezését, valamint a wulfenit ólom-molibdát ércet. Botanikai szakmunkákban nevének rövidítése: „Wulfen”.

## Életpályája
Apja, Christian Friedrich von Wulfen  császári-királyi altábornagy (Feldmarschallleutnant) volt. Oktatását a kassai gimnáziumban kezdte. 17 éves korában a bécsi jezsuita iskolába iratkozott be, majd érettségije után iskolai tanárként dolgozott (főleg matematikából és fizikából) a Theresianumban, Grácban, Besztercebányában, Görzben, Laibachban (Ljubljana), és 1764 után Klagenfurtban. Miután a Jezsuita Társaságot betiltották az 1760-as években, Klagenfurtban maradt haláláig. 1763-ban hivatalosan is pappá avatták.
27 éves korától a botanikának szentelte magát. Fő érdeklődési köre a Keleti-Alpok fennsíkjainak és völgyeinek növényvilága volt. Hogy találjon magának mintadarabokat, Wulfen sűrűn fölmászott a Großglockner-re és így az Alpok felfedezésének egyik úttörője lett. Munkáját, a szépen illusztrált Plantae rariorum Carinthicae (Karintia Ritka Növényei) 1781-ben adta ki. Sokat utazott délre (sokszor az Adriai-tengerig, északra pedig egészen Hollandiáig.
1790-ben a Leopoldina Német Természettudományos Akadémia tagjává választották. 1796-ban megnevezték a Svéd Királyi Tudományos Akadémia külföldi tagjaként.
Klagenfurtban egy szobor áll emlékének, melyet 1838-ban avatták fel. A szobron a felirat Wulfent mint "egyformán nagyszerű pap, tanár és emberként" írja le. A Wulfenia biológiai nemzetséget Nikolaus Joseph von Jacquin róla nevezte el.

## Munkái

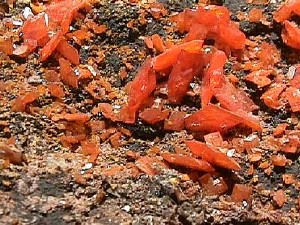
Wulfenit érc

- Plantae rariores carinthiacae. V: Miscellanea austriaca ad botanicam, chemiam et historiam naturalem spectantia, I. kötet (1778) 147-163. oldal és II. kötet (1781) 25-183. oldal
- Abhandlung vom Kärntner Bleispate, 1785
- Plantae rariores carinthiacae. V: Collectanea ad botanicam, chemiam et historiam naturalem, I. kötet (1786) 186-364. oldal, II. kötet (1788) 112-234. oldal, III. kötet (1789) 3-166. oldal, IV. kötet (1790) 227-348. oldal
- Descriptiones Quorumdam Capensium Insectorum, 1786
- Plantae rariores descriptae, 1803
- Cryptogama aquatica, 1803
- Flora Norica phanerogama, 1858 (posztumusz kiadás)